# Erich Wehrenfennig
Erich Edmund Wehrenfennig (* 9. April 1872 in Klein Bressel, Österreichisch-Schlesien; † 12. April 1968 in Rummelsberg) war ein deutscher evangelisch-lutherischer Pfarrer.

## Werdegang
Wehrenfennig wurde während seines Studiums 1893 Mitglied der christlichen Studentenverbindung Uttenruthia Erlangen. Wehrenfennig wurde 1896 ordiniert. 1920 wurde er zum Präsidenten der neuen Deutschen Evangelischen Kirche in Böhmen, Mähren und Schlesien gewählt. Er betrieb die Gleichstellung seiner Organisation mit den übrigen Kirchen in der Tschechoslowakei. Nach 1945 verblieb er, trotz der an ihn ergangenen Aufforderung auszuwandern, im Land und bemühte sich weiter um die Betreuung seiner Gemeinden. 1946 wurde er verhaftet, in ein Lager verbracht und nach sechs Monaten in Haft nach Deutschland ausgewiesen. Er war dann in Stollberg (Sachsen) als Zweiter Pfarrer tätig. 1952 übersiedelte er in die Bundesrepublik. Er initiierte die Sudetendeutschen Kirchentage 1959 und 1960 in Kassel.

## Ehrungen
- 1955: Verdienstkreuz (Steckkreuz) der Bundesrepublik Deutschland
- Ehrendoktor der Theologischen Fakultät der Universität Wien
- Ehrenvorsitzender der Gemeinschaft evangelischer Sudetendeutscher